# Валасевич, Станислава
Станисла́ва Валасе́вич (пол. Stanisława Walasiewicz; в США жила под именем Сте́лла Уо́лш-О́лсон (англ. Stella Walsh Olson), по некоторым данным первоначальное имя Стефания; 21 марта [3 апреля] 1911, Верховня, Российская империя — 4 декабря 1980, Кливленд, США) — польская легкоатлетка, спринтер, олимпийская чемпионка, многократная рекордсменка мира. Замешана в двух гендерных скандалах.

## Биография

### Ранние годы
Валасевич родилась в Российской империи, в Верховне, около Гужно, в семье Юлиана и Вероники Усцинских-Валасевичей.
В костёле была крещена как Станислава (Стефания) Валасевич. Когда ей было три месяца, семья эмигрировала в США, где девочка пользовалась именем Стелла Уолш.
Сохранилось свидетельство о крещении ребёнка:

Дня 27 марта (12 апреля) 1911 года в Свиджебни в 12 часов пополудни прибыл Юлиан Валасевич — работник из Верховни, 22 лет, в сопровождении Романа Сумерацкого, 50 лет и Бронислава Калиша, 30 лет — оба крестьяне из Верховни, принесли с собой новорожденную женского пола присягая, что ребёнок тот родился в Верховне, 21 марта (3 апреля) 1911 года в двенадцатом часу ночи, от его законной жены Вероники из Усцинских, 20 лет. Сегодня ребёнок прошёл обряд крещения крестом святым, проведённый местным викарием ксёндзом Станиславом Кжывковским, и ей дано имя Стефания.
Оригинальный текст (пол.)Dnia dwudziestego siódmego marca (dziewiątego kwietnia) tysiąc dziewięćset jedenastego roku w Świedziebni o godzinie dwunastej w południe przybył Julian Wasielewicz – robotnik z Wierzchowni, lat dwadzieścia dwa, w obecności Romana Sumerackiego, lat pięćdziesiąt oraz Bronisława Kalisza, lat trzydzieści – obydwaj włościanie pochodzący z Wierzchowni, przynieśli ze sobą niemowlę płci żeńskiej oświadczając, że niemowlę to urodziło się w Wierzchowni, dnia dwudziestego pierwszego marca (trzeciego kwietnia) tysiąc dziewięćset jedenastego roku o godzinie jedenastej w nocy, z prawowitej jego małżonki Weroniki z Uścińskich, lat dwadzieścia. W dniu dzisiejszym niemowlęciu owemu w chrzcie świętym, celebrowanym przez miejscowego wikarego księdza Stanisława Krzywkowskiego nadano imię STEFANIA

Станислава Валасевич начала свою спортивную карьеру в школе в Кливленде, где первоначально играла в баскетбол и волейбол. Занявшись лёгкой атлетикой, в 1927 году она выиграла конкурс на место в олимпийской сборной. Сначала была включена в олимпийскую сборную США на Олимпиаду 1928 года в Амстердаме в состав эстафеты 4×100 и запасной в беге на 100 метров, но тут обнаружилось отсутствие у неё американского гражданства, которое она не могла получить до достижения 21 года.

### Спортивная карьера
Успех Галины Конопацкой, польской спортсменки, которая выиграла золото в метании диска на летних Олимпийских играх 1928 года, вдохновил Валасевич присоединиться к местному клубу «Сокол» и к польским спортивным и патриотическим организациям, действующим среди польской диаспоры. Во время панславянского слёта движения в Познани она одержала свою первую крупную международную победу. Она выиграла пять золотых медалей: в беге на 60, 100, 200 и 400 метров, а также прыжки в длину. Её попросили остаться в Польше и присоединиться к польской национальной спортивной команде. Тренировалась в Варшаве. Представляла варшавские клубы «Сокол-Гражина» (1929—1934) и «Варшавянка» (1935—1939). В 1930 году была впервые выбрана читателями спортивной газеты «Пшегляд Спортовый» (пол. Przegląd Sportowy) лучшим польским спортсменом года (также побеждала в этом опросе в 1932, 1933, 1934 и была в финальной десятке в 1929, 1935—1938). В 1932—1933 годах была лауреатом Государственной премии Польши в области спорта.
В конце 1920-х Станислава выступала как любительница. Работала клерком в Кливленде и, несмотря на отсутствие гражданства, участвовала и побеждала на многих американских соревнованиях. В США она выступала под именем Стеллы Уолш. За спортивные успехи город Кливленд наградил её автомобилем.
Перед Олимпиадой в Лос-Анджелесе американская федерация, уверенная в том, что Станислава завоюет медаль, предложила ей принять гражданство и выступать за США. Ей предложили на выбор выступать под именем Валасевич или как Стелла Уолш. Но за два дня до принятия присяги она изменила своё решение и приняла польское гражданство в консульстве Польши в Нью-Йорке.
На Олимпиаде Станислава уже в полуфинале бега на 100 метров побила мировой рекорд, пробежав дистанцию за 11,9 секунды. Потом она повторила этот результат в финале, завоевав золотую медаль. В этот же день она стала шестой в метании диска.
После завоевания медали Валасевич заявила:

Всегда знала, что я полька, и сильно хотела, чтобы для меня и для моих родителей, которые эмигрировали в Америку, заиграла в Лос-Анджелесе Мазурка Домбровского и поднялся на мачте польский флаг. Для нас, американской Полонии, было это дело чести и награда за много трудных минут.
Оригинальный текст (пол.)Zawsze czułam się Polką, gorąco pragnęłam, aby dla mnie i moich rodaków, którzy wyemigrowali do Ameryki, zagrano w Los Angeles Mazurka Dąbrowskiego i wciągnięto na maszt polską flagę. Dla nas, dla Polonii amerykańskiej, była to sprawa honoru i wynagrodzenia za wiele trudnych chwil

После игр Валасевич, ставшую в Польше знаменитостью, встречало множество людей в порту Гдыни. За успехи на Олимпиаде была награждена Золотым «Крестом Заслуги».
В 1933 году, несмотря на травму, Валасевич выиграла 9 золотых медалей на чемпионате Варшавы. На соревнованиях в Познани 17 сентября 1933 года установила сразу два мировых рекорда — 7,4 секунды на 60 м и 11,8 секунд на 100 м. Через неделю, на соревнованиях во Львове, побила свой же рекорд на 60 метров — 7,3 секунды. Поступила в Варшавский институт физкультуры, где училась вместе с такими знаменитыми спортсменами, как Ядвига Вайс, Фелиция Схабиньска, Мария Квасневская, Януш Кусоциньский.
Будучи явной фавориткой, в ранге мировой рекордсменки Валасевич попыталась защитить свой титул олимпийской чемпионки на Берлинской олимпиаде 1936 года, но проиграла Хелен Стивенс на дистанции 100 метров с результатом 11,7 секунды. После этого Валасевич попыталась обвинить Стивенс в принадлежности к мужскому полу, и та вынуждена была доказать обратное. Валасевич, расстроенная серебряной медалью, хотела даже завершить спортивную карьеру, но решила всё-таки продолжить выступления.
На чемпионате Европы 1938 года, где впервые принимали участие женщины, Валасевич выиграла две золотые (бег на 100 и 200 м) и две серебряные (эстафета 4×100 и прыжки в длину) медали. На Международных женских играх (1930, 1934) выиграла 7 медалей, из них 4 золотых. В 1933—1946 годах 24 раза выигрывала золотые медали на чемпионатах Польши (60 м, 100 м, 80 м с барьерами, прыжки в длину и высоту, прыжок с места, метание копья, троеборье и пятиборье). Установила 46 рекордов Польши и 14 мировых рекордов. Её европейский рекорд на 100 ярдах не был побит до 2006 года (возможно, потому, что на этой дистанции в настоящее время редко проходят состязания).
В 1946 году Валасевич последний раз выступала за Польшу на чемпионате Европы 1946 года в Осло, но выше двух полуфиналов и 6 места в эстафете подняться не смогла. После прихода к власти в Польше коммунистов она окончательно перебралась в Штаты и в 1947 году приняла американское гражданство. Тогда же вышла замуж за боксёра Гарри Нейла Олсона, но брак продлился недолго. Несмотря на это, она продолжала использовать двойную фамилию Уолш-Олсон. В 1951 году она выиграла свой последний спортивный титул в США (чемпионка США по прыжкам в длину). В 1975 году она стала членом Зала легкоатлетической славы США.
Работала тренером, участвовала в работе американской Полонии[прояснить]. Она также финансировала различные награды для польских спортсменов, живущих в Америке. Последний раз побывала в Польше, как почётный гость III Спортивных игр Полонии в Кракове в июле 1977 года, подарив Музею спорта и туризма в Варшаве 60 спортивных трофеев, полученных ею за карьеру. На этих же играх, в 66 лет, она приняла участие в соревнованиях на дистанции 60 метров. Планировала также приехать в 1981 году на IV игры Полонии.

## Гибель и гендерный скандал
Станислава Валасевич погибла 4 декабря 1980 года в Кливленде, во время ограбления магазина. Скорее всего, она попыталась вступить с грабителем в борьбу, о чём свидетельствуют полученные травмы и следы пороха на её ладонях. По американским законам, в случае неестественных причин смерти производится вскрытие тел погибших. При вскрытии обнаружилось, что спортсменка была интерсексом. Генетические исследования показали, что она имела и хромосому Y. Хромосомный анализ показал, что большинство ее клеток содержали нормальные X и Y хромосомы, но некоторые были X0 (содержали только X-хромосому), то есть у неё была смешанная дисгенезия гонад. Родители Валасевич и её бывший муж, с которым она прожила более года, отказались от любых комментариев по этому поводу.
Развернулась дискуссия по поводу медалей и рекордов спортсменки. Однако ни Международный олимпийский комитет, ни ИААФ так и не обнародовали каких-либо решений по этому вопросу. В польских архивах сохранилось большое количество документов, в том числе и свидетельство о рождении. Там везде однозначно упоминается, что Станислава была женщиной.
Отпевание прошло 9 декабря 1980 года в Костёле Наисвятейшего сердца Иисуса в Кливленде. Станислава Валасевич похоронена в Голгофе на кладбище в Кливленде, штат Огайо. В Кливленде, на Бродвей-авеню, есть принадлежащий городу парк отдыха имени Стеллы Уолш. Он относится к Кливлендской Южной средней школе.